# Origins
Origins je šesté album švýcarské folkmetalové kapely Eluveitie. Vyšlo 1. srpna 2014 v nakladatelství Nuclear Blast.

## Tracklist
| Pořadí         | Název                     | Hudba                    | Text           | Délka |
| -------------- | ------------------------- | ------------------------ | -------------- | ----- |
| 1.             | Origins(intro, předehra)  | Glanzmann                | Glanzmann      | 2:13  |
| 2.             | The Nameless              | Glanzmann, Henzi         | Glanzmann      | 4:12  |
| 3.             | From Darkness             | Glanzmann                | Glanzmann      | 4:11  |
| 4.             | Celtos                    | Glanzmann                | Glanzmann      | 3:57  |
| 5.             | Virunus                   | Glanzmann, Henzi         | Glanzmann      | 4:51  |
| 6.             | Nothing                   | Glanzmann                | Glanzmann      | 0:57  |
| 7.             | The Call Of The Mountains | Glanzmann, Henzi, Murphy | Glanzmann      | 4:14  |
| 8.             | Sucellos                  | Glanzmann, Henzi         | Glanzmann      | 5:05  |
| 9.             | Inception                 | Glanzmann, Henzi         | Glanzmann      | 3:49  |
| 10.            | Vianna                    | Henzi, Murphy            | Glanzmann      | 3:36  |
| 11.            | The Silver Sister         | Henzi                    | Glanzmann      | 4:15  |
| 12.            | King                      | Glanzmann, Henzi         | Glanzmann      | 4:33  |
| 13.            | The Day Of Strife         | Glanzmann, Henzi         | Glanzmann      | 3:49  |
| 14.            | Ogmios                    | Glanzmann                | Glanzmann      | 0:29  |
| 15.            | Carry The Torch           | Henzi                    | Glanzmann      | 4:37  |
| 16.            | Eternity                  | Glanzmann                | Glanzmann      | 2:34  |
| Celková délka: | Celková délka:            | Celková délka:           | Celková délka: | 57:19 |